# Metapenaeopsis scotti
Metapenaeopsis scotti är en kräftdjursart som beskrevs av Champion 1973. Metapenaeopsis scotti ingår i släktet Metapenaeopsis och familjen Penaeidae. Inga underarter finns listade i Catalogue of Life.